# Jaś Fasola

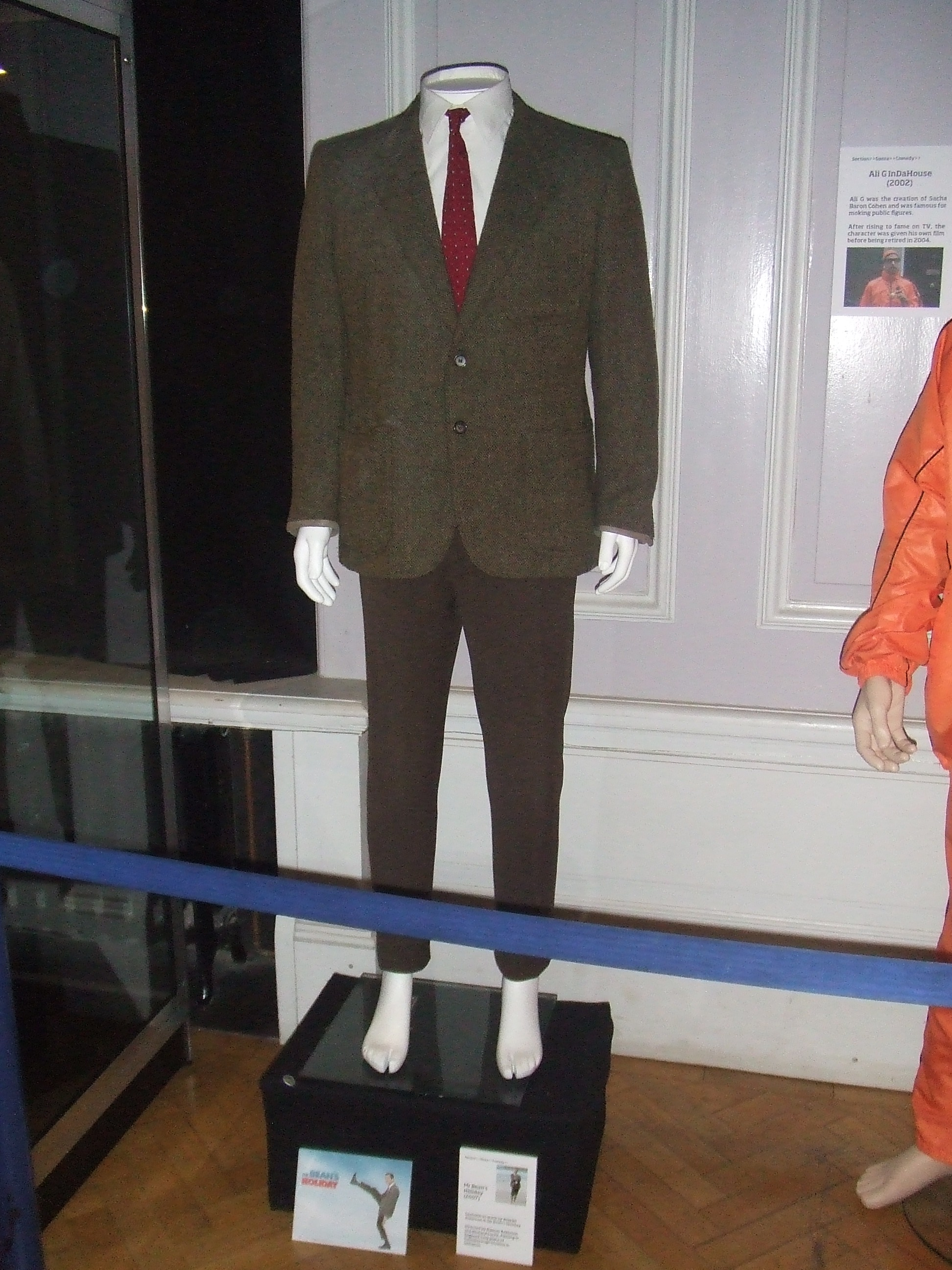
Strój Jasia Fasoli

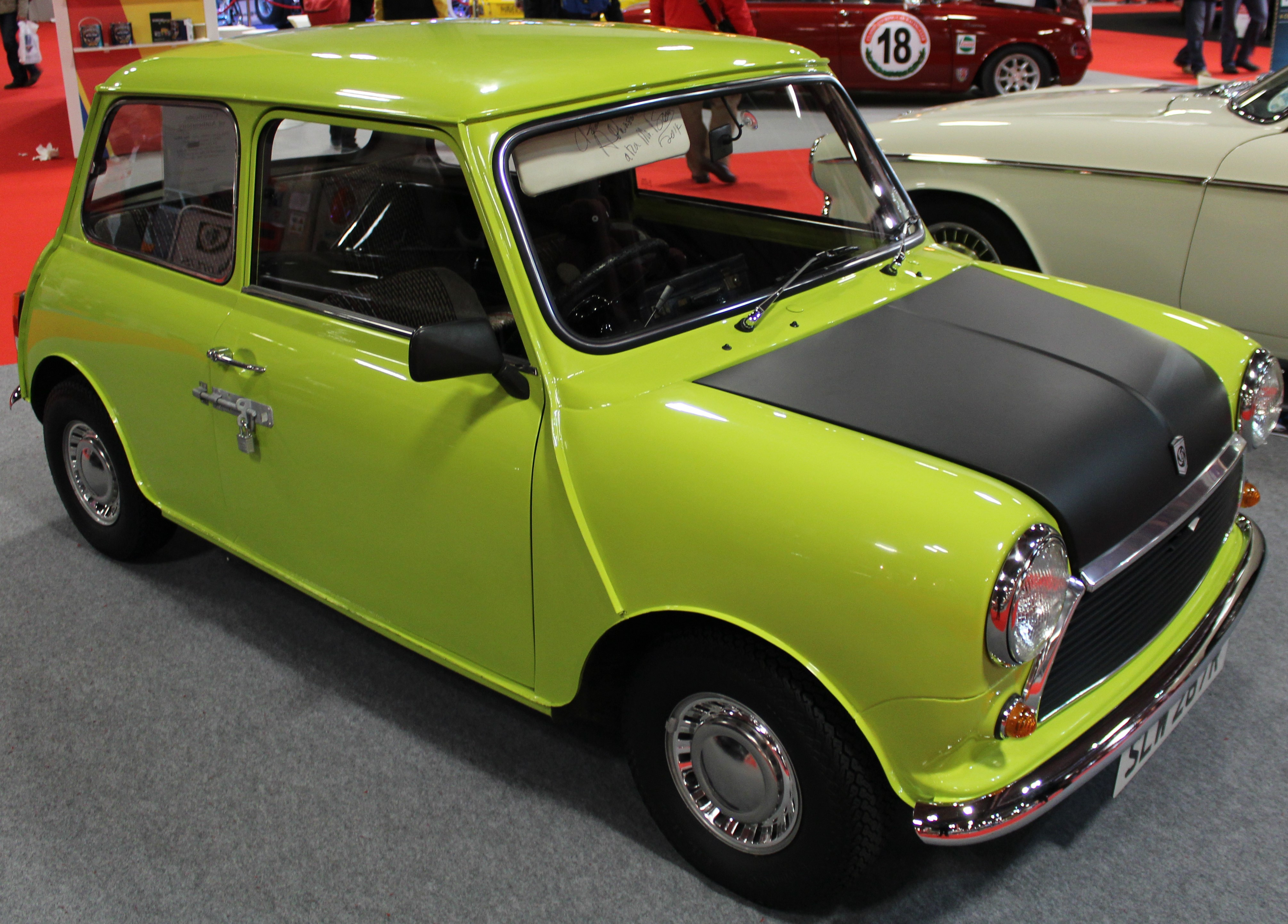
Samochód Jasia Fasoli

Jaś Fasola (ang. Mr. Bean) – brytyjski serial komediowy emitowany w latach 1990–1995 w stacji ITV. W Polsce wyemitowany po raz pierwszy w 1991 roku przez TVP2.

## Spis odcinków serialu
Poniższa lista przedstawia wszystkie odcinki serialu oraz liczbę historii w jednym odcinku.
| Lp. | Oryginalny tytuł           | Polski tytuł                   | Premiera             |
| --- | -------------------------- | ------------------------------ | -------------------- |
| 1. | Mr. Bean                   | Jaś Fasola                     | 1 stycznia 1990      |
| Egzamin z matematyki, ściąganie. Przebieranie się przy niewidomym na plaży. W kościele. |                            |                                |                      |
| 2. | The Return of Mr. Bean     | Powrót Jasia Fasoli            | 5 listopada 1990     |
| Zakupy z kartą płatniczą. W restauracji. Na spotkaniu z Królową. |                            |                                |                      |
| 3. | The Curse of Mr. Bean      | Klątwa Jasia Fasoli            | 30 grudnia 1990      |
| Na basenie. Próba wyjechania z parkingu. Przygotowywanie kanapki. W kinie, na horrorze. |                            |                                |                      |
| 4. | Mr. Bean Goes to Town      | Jaś Fasola jedzie do miasta    | 15 października 1991 |
| Kupno i próby włączenia telewizora. Kradzież aparatu Fasoli. Pogoń za butem. Na pokazie magika i na dyskotece. |                            |                                |                      |
| 5. | The Trouble with Mr. Bean  | Kłopoty z Jasiem Fasolą        | 28 grudnia 1991      |
| Pobudka. U dentysty. Piknik - kłopoty z owadem. |                            |                                |                      |
| 6. | Mr. Bean Rides Again       | Jaś Fasola znów w podróży      | 17 lutego 1992       |
| Ratowanie chorego na przystanku autobusowym. Wysyłanie listu, szukanie znaczka. Pakowanie się i jazda pociągiem. Lot samolotem. |                            |                                |                      |
| 7. | Merry Christmas Mr. Bean   | Wesołych Świąt, Panie Fasola   | 29 grudnia 1992      |
| Kupno bombki i światełek. Zabawa figurkami z szopki. Dyrygowanie orkiestrze. Kradzież choinki. Wysyłanie kartek, prezenty i kolędnicy. Przygotowywanie indyka. Wizyta dziewczyny, nieoczekiwany prezent.                                  |                            |                                |                      |
| 8. | Mr. Bean in Room 426       | Jaś Fasola w pokoju 426        | 17 lutego 1993       |
| Rejestracja w hotelu. Ściganie się z innym mieszkańcem hotelu. Rozpakowywanie się w pokoju. Szukanie łazienki. Na schodach, za starszą panią. W restauracji hotelowej. Choroba po zjedzeniu nieświeżych ostryg. Zatrzaśnięcie się pokoju. |                            |                                |                      |
| 9. | Do It Yourself Mr. Bean    | Zrób to sam, Panie Fasola      | 10 stycznia 1994     |
| „Impreza” sylwestrowa u Fasoli (brak jedzenia). Noworoczna wyprzedaż. Podróż na dachu samochodu. Przemeblowanie i malowanie pokoju. |                            |                                |                      |
| 10. | Mind the Baby Mr. Bean     | Uwaga na dziecko, Panie Fasola | 25 kwietnia 1994     |
| Znalezienie wózka z dzieckiem. W wesołym miasteczku. Uratowanie dziecka i oddanie go rodzicom. |                            |                                |                      |
| 11. | Back to School Mr. Bean    | Jaś Fasola znowu w szkole      | 26 października 1994 |
| Parkowanie i dowodzenie wojskiem. Oglądanie gazetki, przeszkadzanie piszącemu piórem, elektryzowanie. W laboratorium chemicznym, na lekcji rysunku, lekcja judo. Szukanie spodni. Zniszczenie samochodu Fasoli.                           |                            |                                |                      |
| 12. | Tee Off Mr. Bean           | Partia Golfa                   | 20 września 1995     |
| W pralni (omyłkowe założenie spódnicy, kawa). Gra w minigolfa. |                            |                                |                      |
| 13. | Good Night Mr. Bean        | Dobranoc, Panie Fasola         | 31 października 1995 |
| W przychodni, oczekiwanie na przyjęcie. Zdjęcie z żołnierzem. Problemy z zaśnięciem. |                            |                                |                      |
| 14. | Hair by Mr. Bean of London | U londyńskiego fryzjera        | 15 listopada 1995    |
| U fryzjera (strzyżenie klientów). Na Pet Show - zawody zwierząt. Nieoczekiwana podróż do Moskwy. |                            |                                |                      |
| | Odcinki specjalne          |                                |                      |
| 15. | The Library                | Biblioteka                     | 18 listopada 1991    |
| 16. | The Bus Stop               | Przystanek autobusowy          | 18 lutego 1992       |

## Powiązane tytuły
Filmy:
- Jaś Fasola: Nadciąga totalny kataklizm,
- Wakacje Jasia Fasoli.

Książka:
- Pamiętnik Jasia Fasoli.

Serial animowany:
- Jaś Fasola.